# Sarbakan
Pour l’article ayant un titre homophone, voir Sarbacane.
 (décembre 2018).
Sarbakan est un studio de création de jeux vidéo créé en 1998. Il est spécialisé dans les jeux pour navigateur ou pour mobile.

## Historique
Le studio est créé en 1998 par Guy Boucher, et se situe dans le centre-ville de Québec, sur le boulevard Charest, dans le quartier Saint-Roch.
En 2010, Sarbakan collabore avec d'autres studios (dont Disney Interactive Studios) pour développer des jeux vidéo pour les plateformes iOS et Android. Un de ces titres, Jetez-vous à l'eau !, gagne plusieurs récompenses dont celle de jeu mobile de l'année décernée par Pocket Gamer, ainsi qu'un prix en 2012 aux Apple Design Awards durant la Apple Worldwide Developers Conference.[réf. nécessaire]
En mai 2013, la société Adrenaline Amusements acquiert Sarbakan.

## Ludographie partielle
| Projet                                                             | Éditeur partenaire                | Plateformes                                      | Genres                                  |
| Where's my Water                                                   | Disney                            | iOS, Google Play, Amazon                         | Puzzle                                  |
| Where's My Perry                                                   | Disney                            | iOS, Google Play, Amazon                         | Puzzle                                  |
| Lazy Raiders                                                       | Namco-Bandai                      | iOS, Google Play, Amazon, Nook, Samsung          | Puzzle                                  |
| Wreck-it Ralph / Fix-it Felix                                      | Disney                            | iOS, Google Play, Amazon                         | Platformer                              |
| Wreck-it Ralph / Sugar Rush: Sweet Climber                         | Disney                            | iOS, Google Play, Amazon                         | Endless Climbing                        |
| Wreck-it Ralph / Hero’s Duty                                       | Disney                            | iOS, Google Play, Amazon                         | Top Shooter                             |
| Wreck-it Ralph / Turbo Time                                        | Disney                            | iOS, Google Play, Amazon                         | Racing                                  |
| Wreck-it Ralph / Flight Command                                    | Disney                            | iOS, Google Play, Amazon                         | Flight simulator                        |
| BlackOut: Bring the Color Back in the Sky                          | Adrenaline                        | Samsung, Windows, Windows 8 Phones               | Swipe Action                            |
| Popeye Slots                                                       | Ludia                             | iOS, Google Play                                 | Slot Machines                           |
| Banzai Blade                                                       | Cartoon Network                   | iOS                                              | Swipe Action                            |
| Formula Cartoon                                                    | Cartoon Network                   | iOS                                              | Racing                                  |
| Zombro                                                             | News Corp                         | iOS, Google Play                                 | Puzzle                                  |
| Playmobil Dragons                                                  | Playmobil                         | Google Play, Amazon, Web                         | Swipe Action                            |
| B.O.B. Super Freaky Job (Monsters vs. Aliens/DreamWorks Animation) | Adrenaline                        | iOS, Google Play                                 | Puzzle                                  |
| AdvenChewers                                                       | Warner                            | iOS, Google Play, Amazon                         | Side Scroller                           |
| GSN Casino - High Stakes Black Jack                                | GSN                               | iOS                                              | Card games                              |
| Fruit Ninja FX 2 / Halfbrick                                       | Adrenaline                        | Windows                                          | Swipe Action                            |
| Jetpack Joyride / Halfbrick                                        | Adrenaline                        | Windows                                          | Side Scroller                           |
| Skylanders Cloud Patrol / Activision                               | Adrenaline                        | Windows                                          | Swipe Action                            |
| Tiny Warriors                                                      | Toonzone                          | iOS (soft-launch)                                | Match-3                                 |
| Goldfish - Get Gilbert                                             | Campbell/Pepperidge Farm          | iOS, Google Play                                 | Puzzle path to finger                   |
| One Button Sports                                                  | Namco-Bandai                      | iOS, Google Play                                 | Sports                                  |
| Catch-a-Coin / Canadian Mint                                       | Cossette Ad Agency                | iOS, Google Play                                 | Swipe Action                            |
| OMG! / National Bank                                               | Vibrant Ad Agency                 | Windows 46inch Multi-Touch Screen                | Trivia                                  |
| Monster Factory                                                    | Adrenaline                        | Windows                                          | Match monsters                          |
| Playmobil Knights                                                  | Playmobil                         | iOS, Google Play, Web                            | Light RPG                               |
| Playmobil Princess                                                 | Playmobil                         | iOS, Google Play, Web                            | Light RPG                               |
| Tinymals                                                           | Adrenaline                        | iOS, Amazon Kindle, Fire Phone, Windows 8 Phones | Nurturing                               |
| Olaf’s Adventures                                                  | Disney                            | iOS, Amazon                                      | Adventure                               |
| Playmobil Luxury Mansion                                           | Playmobil                         | iOS, Google Play, Web                            | Simulation                              |
| Flying Tickets                                                     | Adrenaline                        | Windows                                          | Side scroller                           |
| Chesnaught’s Spiky Shield                                          | The Pokémon Company International | HTML5                                            | Swipe action                            |
| Floette Float!                                                     | The Pokémon Company International | HTML5                                            | Side scroller                           |
| Iron Man: Armored Avenger                                          | Disney                            | Port to Amazon                                   | Port                                    |
| Mickey Mouse Club House: Wildlife Count Along                      | Disney                            | Port to Amazon                                   | Port                                    |
| Cars 2 World Grand Prix: Read & Race                               | Disney                            | Port to Amazon                                   | Port                                    |
| Sofia the First Story Theater                                      | Disney                            | Port to Amazon                                   | Port                                    |
| Planes: Storybook Deluxe                                           | Disney                            | Port to Amazon                                   | Port                                    |
| It’s a Small World                                                 | Disney                            | Port to Amazon                                   | Port                                    |
| Candy Crush Saga                                                   | Adrenaline                        | Windows                                          | Match-3                                 |
| L’envolée ultime Banque Nationale                                  | Vibrant Ad Agency                 | Windows and iPad                                 | Side scroller                           |
| Goldfish Finn’s Dream                                              | Campbell/Pepperidge Farm          | iOS, Google Play, WebGL                          | Side-scrolling gravity-based platformer |
| Astro Beams                                                        | Warner Bros.                      | Wide screen 10’ x 30’                            | Multiplayer and social                  |
| Pink Martini Slot Machines                                         | BTV                               | Facebook                                         | Slot Machines                           |
| Solrock and Lunatones Waterfall Fun                                | The Pokémon Company International | HTML5                                            | Endless Climbing                        |
| Inside Out Storybook Deluxe                                        | Disney / Pixar                    | iOS, Google Play, Amazon                         | Storybook Deluxe & activities           |
| Palace Pets in Whisker Haven                                       | Disney                            | iOS, Google Play, Amazon                         | Nurture                                 |
| Speed-of-Light                                                     | Dave & Busters                    | iOS, Google Play                                 | Tap action                              |
| Goldfish Brooke’s Giant Dream                                      | Campbell/Pepperidge Farm          | iOS, Google Play, WebGL, trailer                 | Side Scroller                           |
| Crossy Road                                                        | Adrenaline                        | Windows Arcade                                   | Endless Arcade Hopper                   |
| Playmobil Kaboom!                                                  | Playmobil                         | iOS, Google Play, Windows Arcade                 | Shooting                                |
| Playmobil Children’s Hospital                                      | Playmobil                         | iOS, Google Play, Amazon, Web                    | Light RPG                               |
| Blazing Bajirao                                                    | Eros Digital                      | iOS, Google Play, Web                            | Side Scroller                           |
| Inkay’s Topsy-Turvy World                                          | The Pokémon Company International | HTML5                                            | Side Scroller                           |
| Goldfish XTreme’s Hoop Dream                                       | Campbell/Pepperidge Farm          | iOS, Google Play, Amazon, WebGL                  | Puzzle-Basketball                       |

2011
- Captain America: Sentinel of Liberty (iOS/Android)
- Scene It? - Movie Night (XBLA/PSN)
- ICarly: iSock It to 'Em (iOS)
- Johnny Test (Nintendo DS)
- Dora's Creativity Center (iOS)

2010
- 'Wizards of Waverly Place: Spellbound (Nintendo DS)
- Little Noir Stories – The Case of the Missing Girl (Téléchargeable)
- Lazy Raiders (XBLA)

2009
- Wedding Dash: Ready, Aim, Love! (Téléchargeable)
- Dora’s Lost and Found Adventure (Téléchargeable)
- Where’s Waldo? The Fantastic Journey (Nintendo DS)

2008
- The Game of Life – Path to Success (Téléchargeable)
- The Game of Life – Classic (Téléchargeable)
- Monopoly – SpongeBob SquarePants Edition (Téléchargeable)
- The Game of Life – SpongeBob SquarePants Edition (Téléchargeable/Détail)
- Wedding Dash 2 – Rings Around the World (Téléchargeable/Détail)
- Fitness Dash (Téléchargeable)
- School House Shuffle (Téléchargeable)
- Wordmaster (Nintendo DS)
- Horseland (Nintendo DS)
- Huru Humi – Huru High (Communauté en ligne)
- Slimeball Multiplayer (Téléchargeable)
- Scrabble (Téléchargeable)
- Yahtzee Texas Hold’em (Téléchargeable)

2005
- Operation Victory (Téléchargeable)

2004
- FireChild (En ligne)

2002
- Houdini: Master of the Extraordinary (En ligne)

2001
- Steppenwolf: The X-Creatures Project (Jeu à épisodes – 24 épisodes)

1999
- Good Night, Mr. Snoozleberg (En ligne)
- Arcane—Online Mystery Serial (Jeu à épisodes – 12 épisodes)